# Добри-Дол (Варненская область)
Добри-Дол (болг. Добри дол) — село в Болгарии. Находится в Варненской области, входит в общину Аврен. Население составляет 44 человека.

## Политическая ситуация
В местном кметстве Бенковски, в состав которого входит Добри-Дол, должность кмета (старосты) исполняет Галина  Христова Войкова (Болгарская социалистическая партия (БСП)) по результатам выборов.
Кмет (мэр) общины Аврен — Красимир Христов Тодоров (коалиция в составе 2 партий: Национальное движение «Симеон Второй» (НДСВ), Болгарская социал-демократия (БСД)) по результатам выборов.